# Ellana Caldin
 (décembre 2023).
Si vous disposez d'ouvrages ou d'articles de référence ou si vous connaissez des sites web de qualité traitant du thème abordé ici, merci de compléter l'article en donnant les références utiles à sa vérifiabilité et en les liant à la section « Notes et références ».
 (décembre 2023).
La mise en forme du texte ne suit pas les recommandations de Wikipédia : il faut le « wikifier ».
Les points d'amélioration suivants sont les cas les plus fréquents :
- Les titres sont pré-formatés par le logiciel. Ils ne sont ni en capitales, ni en gras.
- Le texte ne doit pas être écrit en capitales (les noms de famille non plus), ni en gras, ni en italique, ni en « petit »…
- Le gras n'est utilisé que pour surligner le titre de l'article dans l'introduction, une seule fois.
- L'italique est rarement utilisé : mots en langue étrangère, titres d'œuvres, noms de bateaux, etc.
- Les citations ne sont pas en italique mais en corps de texte normal. Elles sont entourées par des guillemets français : « et ».
- Les listes à puces sont à éviter, des paragraphes rédigés étant largement préférés. Les tableaux sont à réserver à la présentation de données structurées (résultats, etc.).
- Les appels de note de bas de page (petits chiffres en exposant, introduits par l'outil «  Source ») sont à placer entre la fin de phrase et le point final[comme ça].
- Les liens internes (vers d'autres articles de Wikipédia) sont à choisir avec parcimonie. Créez des liens vers des articles approfondissant le sujet. Les termes génériques sans rapport avec le sujet sont à éviter, ainsi que les répétitions de liens vers un même terme.
- Les liens externes sont à placer uniquement dans une section « Liens externes », à la fin de l'article. Ces liens sont à choisir avec parcimonie suivant les règles définies. Si un lien sert de source à l'article, son insertion dans le texte est à faire par les notes de bas de page.
- La présentation des références doit suivre les conventions bibliographiques. Il est recommandé d'utiliser les modèles {{Ouvrage}}, {{Chapitre}}, {{Article}}, {{Lien web}} et/ou {{Bibliographie}}. Le mode d'édition visuel peut mettre en forme automatiquement les références.
- Insérer une infobox (cadre d'informations à droite) n'est pas obligatoire pour parachever la mise en page.

Pour une aide détaillée, merci de consulter Aide:Wikification.
Si vous pensez que ces points ont été résolus, vous pouvez retirer ce bandeau et améliorer la mise en forme d'un autre article.
Ellana Caldin est l'héroïne de la trilogie Le Pacte des Marchombres, écrite par Pierre Bottero, ainsi que l’un des personnages principaux des autres trilogies du même auteur, La Quête d'Ewilan et Les Mondes d'Ewilan.

## Le personnage
Ellana, marchombre à l'aune d'Ellundril Chariakin, a reçu l'enseignement de Jilano Alhuïn. Elle est la compagne d'Edwin Til' Illan, anciennement maître d'armes impérial et général de la Légion Noire, à présent seigneur des Marches du Nord, et la mère de Destan. Lorsqu'elle enseignera la Voie à son tour, son élève sera Salim Condo. Au fur et à mesure du récit, l'auteur glisse de petits indices afin de nous faire comprendre (ou peut-être rêver) qu'Ellana serait "l'incarnation" d'Elundril Chariakin, ou qu'elle aurait reçu une "double part de son esprit". Ellana est une jeune femme lumineuse, aérienne, libre, indépendante, affûtée et très attachante.

### Coïncidences de son prénom
Ellana, comme beaucoup des personnages féminins de Pierre Bottero, a son prénom qui commence par un E.
Ex : Erylis, Ewilan, Ellundril, Élicia, Eejil…
Il y a également des “méchants” tel qu'Éléa ou Essindra.

### Biographie
Ellana Caldin est une jeune marchombre aventureuse, indépendante et talentueuse. Elle apparaît dans les trois trilogies (neuf romans) de Pierre Bottero. Dans le Pacte des Marchombres, elle occupe la place du personnage principal, sa vie entière est racontée. Les tomes 1 et 2 se déroulent avant les deux premières trilogies. Le tome 3 en est la suite.

#### Le Pacte des Marchombres

##### Ellana(Tome 1)
Ellana Caldin est la fille de Homaël Caldin et Isaya Caldin, deux pionniers voulant s'installer dans les régions les moins sûres de l'Empire. Ellana est curieuse de tout et veut tout comprendre. Une des ses particularités est qu'elle "coupe toutes les questions en deux" : chaque question a deux réponses, celle du savant et celle du poète... Durant leur voyage, ils sont attaqués par des Raïs et Ellana, alors âgée de 5 ans, est la seule survivante. La fillette est recueillie par Oukilip et Pilipip, deux Petits, qui la prénomment Ipiutiminelle. Elle grandit dans la Forêt Maison à l’écart des hommes et décide, à l’adolescence, de partir en quête de ses origines. A l'aide d'un arbre passeur, elle atteint Al-Far. Elle y fait la rencontre d'Oril, un jeune garçon dont elle sauve la vie, et qui l’emmène au quartier général d’une bande de jeunes voleurs menés par un adolescent tyrannique, Heirmag. Celui-ci s’apprête à couper la main d’une petite fille, Nahis. Celle-ci décrète, après qu’Ellana l’eut sauvée, qu' Ipiutiminelle ne peut pas être considéré comme un prénom et lui offre donc celui de sa mère qui est morte (Ellana). Pour remercier Ellana de les avoir sauvés d’Heirmag, qui a pris la fuite, Nahis, Oril et leurs amis lui font découvrir Al-Far.
Toujours à la recherche de ses parents, elle apprend que ces-derniers avaient commencé leur voyage à Al-Far. Elle décide d'entreprendre un voyage avec des Itinérants, durant lequel elle fait la connaissance de Sayanel Lyyant et des Thüls. Mais le convoi se fait attaquer par des Raïs, Ellana y perd plusieurs êtres chers. La jeune fille se demande alors s'il est raisonnable de s’attacher aux gens alors qu’ils peuvent nous être arrachés à tout moment. Elle fait part de cette interrogation à Sayanel, en indiquant que la réponse du savant pourrait être qu’on s’attache aux gens parce qu’on a peur d’être seul, et que cette peur est plus forte que la crainte de les perdre. Elle avoue ne pas encore avoir trouvé la réponse du poète. Sayanel lui donne alors un indice : « Marchombre ».
Tout en réfléchissant à ce mot, Ellana retrouve Oril qui lui apprend que ses amis ont été tués et que Nahis est gravement blessée. Celle-ci meurt quelques heures plus tard, des suites de l'amputation de la main qu'Heirmag lui a infligée. Ellana se venge en tuant Heirmag et Kerkan, le chef sans pitié d’une bande de voleurs cruels. La nostalgie l'emporte et elle veut retourner chez les Petits mais l'arbre passeur qu'elle avait utilisé a été brûlé. Elle s'engage comme serveuse dans une taverne en espérant économiser assez pour s'acheter un cheval. Un jour, elle y rencontre Jilano Alhuïn qui lui propose d'être son maître durant trois ans. Elle accepte et devient ainsi apprentie marchombre. Au fil du temps, Ellana progresse et découvre que Jilano est le marchombre le plus doué de la guilde et qu'il est beaucoup jalousé. Son apprentissage sera semé d’embûches.

##### Ellana l'envol(Tome 2)
L'histoire débute par le tournoi d'Al-Jeit (capitale de l'Empire), Ellana y assiste avec Nillem, - l’élève de Sayanel avec lequel elle est allée quérir la greffe au Rentaï. Ellana a bénéficié d'une greffe, tandis qu'elle a été refusée à Nillem, pour qui cet échec s'avère une blessure insurmontable. Après le tournoi, Ellana doit livrer des sphères graphes (objets servant à protéger les villes) mais celles-ci sont volées par des mercenaires du Chaos. Elle les récupère et les rapporte à bonne destination, avec l'aide d'Hurj Ingan, un guerrier Thül auquel elle s'attache avant qu'il ne soit tué par une attaque de mercenaires du Chaos. Sur le chemin du retour, elle rencontre Eejil, la Gardienne de la Sérénissime (Ville magique) et Doudou, son troll. Après cette rencontre, Ellana reprend son chemin vers le lac Chen, lieu de rendez-vous avec Nillem. Elle est accueillie par des mercenaires du Chaos qui veulent la rallier à leur cause. Elle rejette leurs propositions mais Nillem lui apprend qu'il a changé de voie, il n'est plus Marchombre mais mercenaire lui aussi. Ellana refuse alors d'être son alliée, se sauve et fait la rencontre d'Aoro avant de rentrer rejoindre Jilano. Quelques mois plus tard, Jilano la "libére de ses chaînes", sa formation est achevée et leurs chemins se séparent. Deux ans plus tard, Jilano se fait assassiner et elle jure de le venger. Le livre se termine sur la rencontre entre Ellana et le convoi de la quête d'Ewilan : Edwin Til'Illan, Ewilan Gil'Sayan, Salim Condo, Bjorn, Maniel, Hans et Maître Duom Nil'Erg. 

##### Ellana la prophétie(Tome 3)
Ellana est grièvement blessée par Nillem, lors d'un subterfuge où il s'est emparé de son fils Destan avec la complicité d'Essindra. Effondrée contre un arbre et mourante, elle passe ses souvenirs en revue. Au moment où elle se sent partir, elle comprend que l'arbre sur lequel elle est adossée est un arbre passeur. De leur côté, Salim, Ewilan et Edwin se rendent au Rentaï. Ils sont attaqués par des mercenaires leur annonçant que Destan a disparu et qu'Ellana est morte.
Pendant ce temps, cette dernière est recueillie par le peuple des Petits, elle y est soignée et part ensuite à la recherche de son fils. Edwin, Ewilan et Salim rassemblent une armée pour envahir la cité du chaos, réussissant l'exploit de rallier des Thüls, des gardiens des Marches du Nord et des Marchombres.
Ellana parvient à récupérer Destan, et retrouve Edwin et les membres de quête d'Ewilan.

#### La Quête d'Ewilan
Ellana apparaît dans le premier tome de la trilogie, D'un Monde à l'autre, lors duquel elle sauve Ewilan d'une attaque mortelle d'un mercenaire du Chaos. Grièvement blessée, elle est soignée chez des rêveurs avant de repartir avec les autres pour la suite de leur quête. Très proche d'Ewilan, elle devient l'un des personnages centraux de la trilogie, accomplissant de nombreuses prouesses, et devenant la compagne d'Edwin. 

#### Les Mondes d'Ewilan
Ewilan, Edwin, Ellana et leurs compagnons (Bjorn Wil' Wayard, Maniel, Maître Duom Nil' Erg, Mathieu/Akiro Gil'Sayan, Salim Condo, Erylis et Chiam Vite, Siam) ont sauvé l'Empire et retrouvé les parents d'Ewilan mais ils apprennent qu'au-delà des mers se trouvent d'autres terres. Ils décident de les explorer pour y ramener Illian, un jeune garçon de huit ans sauvé de l'endroit où Ewilan était retenue. Ils arrivent au moment où une guerre éclate entre les cités, et découvrent que l'Empire est aussi visé. C'est ainsi que leurs aventures recommencent...